# 1996-os Vuelta ciclista a España
Az 1996-os Vuelta a España volt az 51. spanyol körverseny, 1996. szeptember 6-a és szeptember 28-a között rendezték. A verseny össztávja 3898 km volt, és 22 szakaszból állt. Végső győztes a svájci Alex Zülle lett.

## Végeredmény
|    | Versenyző         | Csapat         | Idő          |
| -- | ----------------- | -------------- | ------------ |
| 1  | Alex Zülle        | ONCE           | 97 óra 31:46 |
| 2  | Laurent Dufaux    | Festina        | 6:23         |
| 3  | Tony Rominger     | Mapei          | 8:29         |
| 4  | Roberto Pistore   | MG - Technogym | 10:13        |
| 5  | Stefano Faustini  | AKI - Gipièmme | 11:21        |
| 6  | Georg Totschnig   | Team Polti     | 11:33        |
| 7  | Davide Rebellin   | Team Polti     | 13:16        |
| 8  | Andrea Perón      | Motorola       | 14:46        |
| 9  | Bobby Julich      | Motorola       | 15:10        |
| 10 | Fernando Escartin | Kelme-Artiach  | 18:36        |